# Utivarachna fanjing
Espèce
Utivarachna fanjing est une espèce d'araignées aranéomorphes de la famille des Trachelidae.

## Distribution
Cette espèce est endémique du Guizhou en Chine,. Elle se rencontre dans le xian de Yinjiang.

## Description
Le mâle holotype mesure 6,03 mm et la femelle paratype 7,42 mm.

## Systématique et taxinomie
Cette espèce a été décrite par Li, Zhang et Yu en 2022.

## Étymologie
Son nom d'espèce lui a été donné en référence au lieu de sa découverte, la réserve naturelle de Fanjingshan.

## Publication originale
- Li, He, Zhang & Yu, 2022 : « A new species of Utivarachna Kishida, 1940 from Fanjing Mountain Nature Reserve, Guizhou, China (Araneae: Trachelidae). » Zootaxa, no 5094(4), p. 587-594.